# 上海彭浦机器厂
上海彭浦机器厂，是创建于上海的一家机械厂。该厂成立于1959年3月18日，是一家政府批准具有进出口自营权的企业。2010年，曾有消息称徐工集团有可能入主上海彭浦机器厂。